# Kozielice
Kozielice è un comune rurale polacco del distretto di Pyrzyce, nel voivodato della Pomerania Occidentale.
Ricopre una superficie di 94,51 km² e nel 2005 contava 2 618 abitanti.